# Boreham Wood Football Club
Il Boreham Wood Football Club è una squadra di calcio inglese semi professionista, militante in National League (stagione 2022-2023).

## Storia
Il Boreham Wood venne fondato nel 1948 dalla fusione del Boreham Rovers e del Royal Retournez. Ha sempre militato in categorie inferiori fino alla stagione 2014-2015, quando vinse i playoff-promozione di National League South contro il Whitehawk con il risultato di 2-1 e venne promosso per la prima volta in National League, dove milita tuttora. Nella stagione 2017-2018 si piazza al quarto posto in classifica e perde la finale play-off. Ha raggiunto il secondo turno della FA Cup nelle stagioni 1996-1997, 1997-1998, 2017-2018 e 2020-2021, mentre nella stagione 2021-2022 si è qualificato per il quinto turno (corrispondente agli ottavi di finale), migliorando così il suo miglior risultato nella coppa nazionale (che in precedenza era appunto il secondo turno). Il miglior piazzamento in FA Trophy è invece la semifinale, giocata nella stagione 2005-2006.
Nella stagione 2024-2025 conquista un quinto posto in classifica in National League South e, vincendo i play-off, torna in quinta divisione dopo un solo anno dalla retrocessione subita nella stagione 2023-2024.

## Allenatore
- Graham Roberts (2001)
- Ian Allinson (2004-2005)
- Ian Allinson (2008-2015)

## Palmarès[1]

### Competizioni nazionali
- Isthmian League: 3

1976-1977, 1994-1995, 2000-2001
- Isthmian League Cup: 1

1996-1997

#### Competizioni regionali
- Athenian League Division One: 1

1973-1974
- Athenian League Division Two: 1

1968-1969
- Parthenon League: 1

1955-1956
- Southern Football League Division One East: 1

2005-2006
- Herts Senior Cup: 7

1971–1972, 1998–1999, 2001–2002, 2007–2008, 2013–2014, 2017–2018, 2018–2019
- London Challenge Cup: 1

1997-1998